# 携王
携王（けいおう）は、周の東遷期に立った周王。従来は平王と同時期に在位した二王並立があったと見られてきたが、『清華簡』繋年の発見と研究によりその評価は変わりつつある。

## 『竹書紀年』の携王
携王についての記述は『史記』に存在せず、『竹書紀年』にある携王の記述を『史記』と合わせ解釈することで通説が形成された。紀元前771年、周の幽王と太子伯盤（伯服）は犬戎の攻撃を受けて戯で死去した。申侯と許の文公・魯の孝公らがもとの太子であった宜臼を申で平王として擁立した。いっぽう虢公翰が携で王子余臣を擁立し、東西の二王並立の情勢となった。「二十一年」（従来は晋の文侯の21年、つまり紀元前760年と解釈されてきた）、携王は晋の文侯によって殺害された。嫡子でなかったため携王と称した。

## 『清華簡』繋年の携恵王
2008年に清華大学が入手した『清華簡』繋年に見える新たな記述によって、従来の通説は書き換えを迫られている。紀元前771年、周の幽王と太子伯盤が犬戎や繒人の攻撃を受けて滅び、周が潰滅すると、周の邦君諸侯たちは幽王の弟である余臣を虢で擁立した。これが携恵王である。「立二十又一年」（携恵王の21年、つまり紀元前750年）、恵王は晋の文侯によって殺害された。周が王を失って9年（紀元前741年）、邦君諸侯たちは周に朝見しなくなった。晋の文侯は少鄂に平王を迎え、これを京師に擁立した。3年（紀元前738年）、平王は東遷して成周にとどまった。繋年の記述は平王と携王の二王並立があったとする『竹書紀年』の記述と食い違っているが、どちらが正しいかは判明していない。水野卓によると、紀元前771年に幽王と伯盤が殺害されると直後に携王が擁立され、9年目の紀元前762年に平王が擁立され、晋の文侯の21年となる紀元前760年に携王が文侯に殺害されたとされる。